# Beaumont (Haute-Loire)
Beaumont település Franciaországban, Haute-Loire megyében. Lakosainak száma 263 fő (2022. január 1.). Beaumont Bournoncle-Saint-Pierre, Brioude, Cohade, Paulhac, Saint-Beauzire és Saint-Géron községekkel határos.

## Népesség
A település népességének változása:
| Lakosok száma | 188  | 254  | 231  | 269  | 276  | 285  | 286  | 276  | 270  | 263  |
|               | 1968 | 1982 | 1990 | 2006 | 2013 | 2015 | 2017 | 2019 | 2020 | 2022 |